# Emil Scheel
Emil Scheel (født 18. marts 1990) er en dansk tidligere professionel fodboldspiller, der senest spillede for Viborg FF.
Han spillede som ung for Lyngby Boldklub, men flyttede i 2010 til Aarhus for at studere og fik samtidig kontrakt med AGF. Han spillede senere for Silkeborg i perioden 2013 til 2017, inden han skrev en kontrakt med SønderjyskE. Scheel var primært kant/midtbanespiller og har noteret sig for 103 Superligakampe.

## Karriere

### AGF
Scheel startede med at træne med i AGF i efterårsæsonen 2010, og blev i vinteren 2011 en permanent del af A-truppen. Den 21. april 2011 fik han debut for AGF på hjemmebane mod FC Fredericia. Han opnåede i alt 25 kampe på AGF's bedste hold, men opnåede aldrig en fast plads.

### Silkeborg IF
Den 7. august 2013 blev Scheel solgt til Silkeborg IF og her skrev han under på en to-årig kontrakt. Her fik han sit egentlige gennembrud med 130 kampe og 27 mål.

### SønderjyskE
Den 7. januar 2017 blev det offentliggjort, at Scheel havde skrevet under på en toårig aftale gældende fra sommeren 2017, men han fortsatte i Silkeborg IF frem til kontraktudløb.

### Viborg FF
Den 12. juni 2018 skiftede Scheel til Viborg FF. Her skrev han under på en treårig kontrakt. I juli 2021 annoncerede Scheel sit karrierestop grundet en knæskade.

## Privat
Scheel fik i 2014 en bachelorgrad i statskundskab fra Aarhus Universitet . I Juni 2021 fik Scheel sin kandidatgrad i Statskundskab, ligeledes fra Aarhus Universitet.